# Вукодер
Вукодер је насељено мјесто у саставу града Карловца у Карловачкој жупанији, Република Хрватска.

## Историја
До територијалне реорганизације у Хрватској налазио се у саставу бивше велике општине Карловац.

## Становништво
На попису становништва 2011. године, насеље је имало 103 становника.
| Демографија | Демографија | Демографија |
| Година      | Становника  | Становника  |
| ----------- | ----------- | ----------- |
| 1971.       | 226         |             |
| 1981.       | 187         |             |
| 1991.       | 171         |             |
| 2001.       | 115         |             |
| 2011.       |             | 103         |

## Попис1991.
На попису становништва 1991. године, насељено мјесто Вукодер је имало 171 становника, следећег националног састава:
| Попис 1991.‍ | Попис 1991.‍ | Попис 1991.‍ | Попис 1991.‍ | Попис 1991.‍ |
| ----------- | ----------- | ----------- | ----------- | ----------- |
|             |             |             |             |             |
| Хрвати      | Хрвати      |             | 160         | 93,57%      |
| непознато   | непознато   |             | 11          | 6,43%       |
| укупно: 171 |             |             |             |             |